# Shoddy Heat
«Shoddy Heat» (укр. «Жар паскуди») — четверта серія тридцять шостого сезону мультсеріалу «Сімпсони», прем'єра якої відбулась 27 жовтня 2024 року у США на телеканалі «Fox».
Повторний показ серії 13 липня 2025 року було присвячений пам'яті актора Джорджа Вендта, який помер 20 травня  у віці 76 років.

## Сюжет
У Спрінґфілді спека. Щоб охолодитися, Сімпсони відвідують Ейба в будинку престарілих, де завжди прохолодно. Гомер скаржиться, що батько заступив йому кондиціонер і взагалі нічого хорошого не робив для нього… Цим часом до кімнати заходять шеф Віґґам і Лу. У них є справа до Ейба.
На кладовищі проводиться розчищення могил. Під час розкриття однієї труни виявляють два трупи і візитівку детективного агентства «Сімпсон і О'Доннелл». Дідусь Сімпсон розкриває своє минуле приватного детектива…
Якось спекотного дня 1982 року до агентства Ейба та його партера Біллі О'Доннелла прийшла Аґнес Скіннер. Вона замовила стеження за своїм хлопцем Монті Бернсом, бо вважає, що він їй зраджує. Аґнес спокушує Еба, але той відмовляється від справи через те, що має няньчити малого Гомера. Водночас Біллі погодився, але після цього так і не повернувся.
У сьогоденні Віґґам залишає дідуся в спокої, але Ліса не хоче зупинятися. Дівчинка використовує свій судово-медичний набір і знаходить на візитівці сліди крові рідкісної четвертої-негативної групи. За допомогою Патті та Сельми Ліса з Бартом отримують дані, що в Біллі була четверта-негативна група.
Ліса з доказами йде до дідуся, щоб почути приховане продовження, та каже йому, що вони знайшли машину Біллі там, де сьогодні Спрінґфілська атомна електростанція. Однак, Ейб відмовляється говорити, бо це «зруйнує життя Гомера». Після вмовлянь онучки Ейб говорить, що шукав Біллі, але так і не зміг знайти, ні його, ні Аґнес.
Пізніше він отримав підказки від Аґнес, де її знайти. Зустрівшись у порту для обговорення в них зав'язався короткий роман. Жінка розповіла Ейбу, що тієї ночі вони з Біллі чатували в садах — на місці майбутньої АЕС. Він сказав їй зачекати в авто, але після ночі очікувань О'Доннелл так і не повернувся…
У сьогоденні дідусь з онуками зміг втекти з-під нагляду поліцейських до дому Скіннерів. Аґнес каже, що тієї ночі дорогу було вкрито чимось. Дід Сімпсон рушає до маєтка Бернса, щоб продовжити їхню давню розмову…
У минулому, коли Ейб розпитував про О'Доннелла, Бернс сказав, що він «у кращому світі». Якраз тоді Ейб взяв із собою малого Гомера. Побачивши, який той незграбний і щоб приховати правду, Бернс запропонував Ейбові угоду, згідно з якою в майбутньому він найме Гомера на станцію і ніколи не звільнить попри всі його проколи.
Тим часом Гомер це чує та розуміє, що те, що він досі працює на АЕС ― це батькова заслуга. Вони удвох миряться й обіймаються.
Перед тим, як піти, дідусь каже Бернсу, що Біллі (й Ейб згодом) дізнався його справжню таємницю: Бернс побудував електростанцію з подрібнених телефонних книг, і коли це стало відомо Біллі, Монті його вбив. Однак, Бернс каже, що не вбивав О'Доннеллуа, а лише заплатив йому за збереження таємниці, і що він досі живе на тропічному острові. Як підтвердження, Бернс телефонує йому.
Біллі кепкує з давнього партнера та дивується що для Ейба це несподіванка, бо Аґнес все знала. Цим часом до кімнати входить Аґнес з пістолетом. Вона говорить, що вони приховували правду від Ейба, бо думали, що Ейб таки-вб'є Бернса, але цього не зробив, бо бовдур. Аґнес готується стріляти, але Ейб зупиняє її, за що вона його цілує.
У фінальній сцені Ліса приходить до відділка поліції із запитанням, хто ж таки був другим трупом у труні? Віґґам каже, що це був тогочасний відомий друкар візитівок Гарольд Баумгартнер, який попросив бути похований разом з дружиною. Шеф запрошує дівчинку до служби, але Ліса відмовляється, бо ще замолода.
У сцені під час титрів показано, як стирають пил зі старих фото Ейба Сімпсона.

## Культурні відсилання та цікаві факти
- Назва та деякі елементи серії є відсиланням до неонуарного триллера 1981 року «Жар тіла» (англ. «Body Heat»)[1].
  - Аґнес Скіннер пародіює Метті Вокер, головну героїню фільма.
- Коли Барт проводить час із Сеймуром Скіннером, то думає, що Сеймур пропонує зіграти на «Xbox». Натомість Скіннер хоче пройти лабіринти з коробки пластівців «Chex». «Chex» ― справжня марка пластівців[1].
- Чекаючи в авто, Аґнес склала багато кубиків і пірамідок Рубіка[2].

## Ставлення критиків і глядачів
Під час прем'єри серію переглянули 0,98 млн осіб, з рейтингом 0.3, що зробило її найпопулярнішим шоу на каналі «Fox» тієї ночі.
Джон Шварц із сайту «Bubbleblabber» оцінив серію на 7,5/10, сказавши, що «від веселих фонових ґеґів до зусиль, які сценаристи доклали, щоб зменшити вік кожного персонажа Спрінґфілда, включно із собаками містера Бернса, його статуєю та його сукою (я маю на увазі Смізерса), [це] було дуже весело, і у будь-який час, коли я можу отримати 22 хвилини з роздратованим дідусем, я за. Я, мабуть, вибрав би старшого актора озвучування, ніж Тофер Грейс, щоб виступити в пару з Ейбом, оскільки навіть у віці 46 років Тофер все ще має голос свого колишнього 22-річного, і я, ймовірно, мав би використав його для чогось іншого замість того, щоб продемонструвати свій талант».
На сайті «Me Blog Write Good» відзначили: «Я просто не розумію, як хтось може захоплюватися такими серіями. Таємниця заради таємниці чи дача непотрібних відповідей на дріб’язкові запитання ― це не те, чому я дивлюсь цю комедійну програму».